# Napeogenes inachia
Espèce
Napeogenes inachia est une espèce d'insectes lépidoptères (papillons) qui appartient à la famille des Nymphalidae, à la sous-famille des Danainae et au genre Napeogenes.

## Taxinomie
Napeogenes inachia a été décrite par William Chapman Hewitson en 1855 sous le nom initial d'Ithomia inachia.

## Sous-espèces
- Napeogenes inachia inachia ; présent au Brésil.
- Napeogenes inachia avila Haensch, 1903 ; présent en Équateur
- Napeogenes inachia johnsoni Fox & Real, 1971 ; présent en Colombie.
- Napeogenes inachia moles Haensch, 1905 ; présent en Guyana
- Napeogenes inachia paruensis d'Almeida, 1958 ; présent au Brésil.
- Napeogenes inachia patientia Lamas, 1985 ; présent au Pérou et en Bolivie
- Napeogenes inachia pozziana (Oberthür, 1879) ; présent en Équateur
- Napeogenes inachia pyrois Bates, 1862 ; présent au Brésil.
- Napeogenes inachia sulphurina Bates, 1862 ; présent au Brésil.
- Napeogenes inachia ssp. ; présent au Surinam, en Guyana et Guyane
- Napeogenes inachia ssp. ; présent au Surinam.
- Napeogenes inachia ssp. ; présent au Brésil.
- Napeogenes inachia ssp. ; présent au Brésil.
- Napeogenes inachia ssp. ; présent au  Pérou[1].

### Noms vernaculaires
Napeogenes inachia se nomme Inachia Clearwing en anglais.

## Description
Napeogenes inachia est un papillon d'une envergure d'environ 45 mm au corps fin et au bord interne des ailes antérieures concave. Les ailes sont jaune pâle transparent, largement bordées de marron avec aussi aux ailes antérieures une barre marron du milieu du bord costal au bord externe près de l'angle externe.
Le revers présente une bordure orange avec une ligne de points blancs  à l'apex des ailes antérieures et au bord externe des ailes postérieures.

## Biologie

### Plantes hôtes
Les plantes hôtes de ses chenilles sont des Lycianthes (travaux de Freitas et Brown, 2005).

## Écologie et distribution
Napeogenes inachia est présent en Équateur, en Colombie, au Brésil, en Bolivie et au Pérou,  au Surinam, en Guyana et Guyane.

### Protection
Pas de statut de protection particulier.